# Zisterzienserinnen

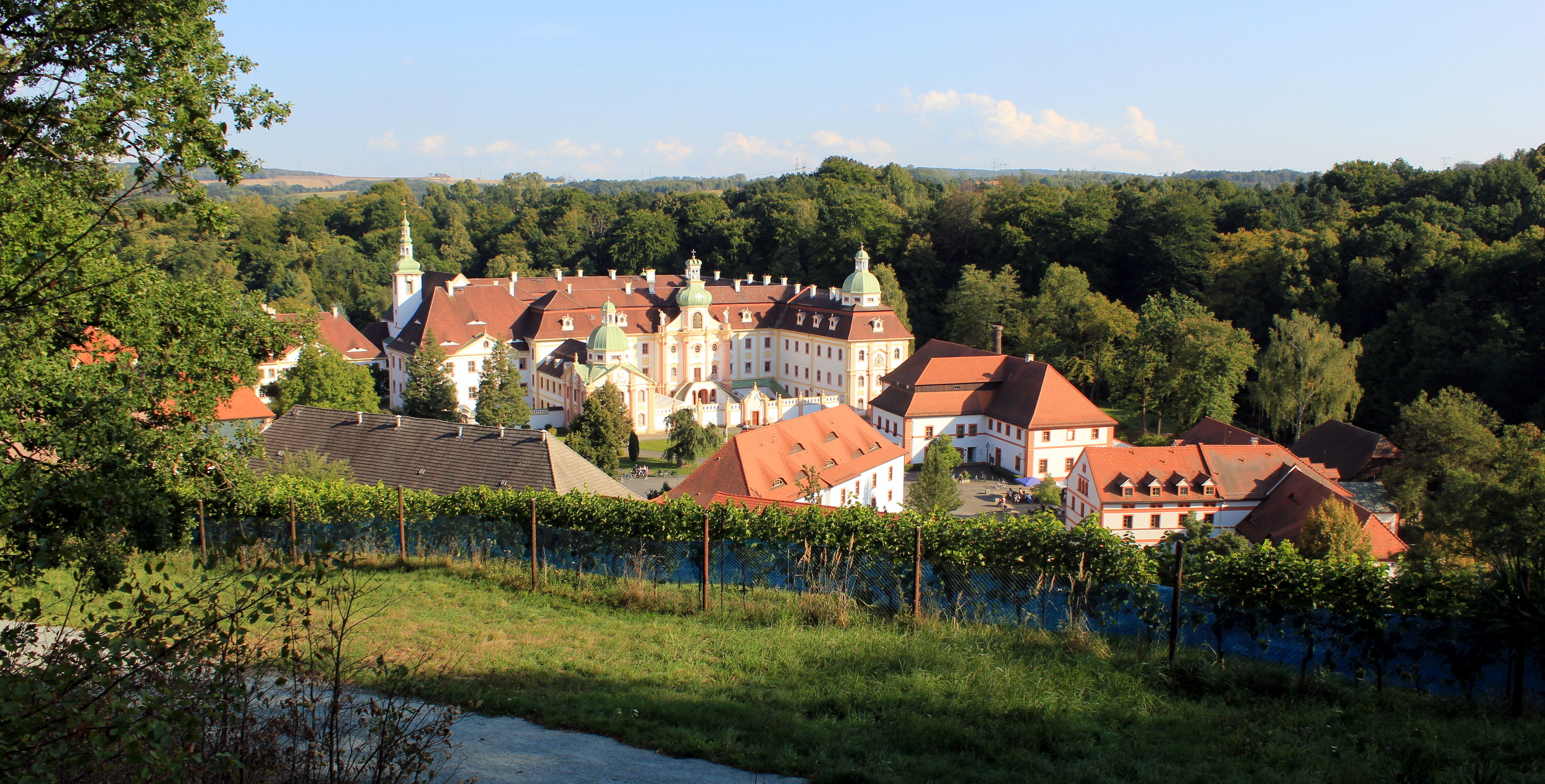
Die Zisterzienserinnenabtei St. Marienthal in der Oberlausitz

Zisterzienserinnen sind Nonnen, die dem Zisterzienserorden (OCist) angehören. Der weibliche und männliche Zweig bilden zusammen eine Ordensgemeinschaft.

## Geschichte
Ein erstes Frauenkloster, das mit dem Mutterkloster Cîteaux in Verbindung stand und vermutlich die Lebensweise der Zisterzienser übernahm, wurde 1113 in Frankreich gegründet; weitere Frauenklöster folgten. Anfang des 13. Jahrhunderts gab es bereits über 800 Frauenklöster, welche die Gebräuche von Cîteaux befolgten, aber dem Orden nicht inkorporiert waren, da Cîteaux die Aufnahme von Frauenklöstern in den Orden zunächst ablehnte. Erst ab 1228 ist die offizielle Aufnahme durch Quellen zu belegen.
Dennoch gab es weiterhin zahlreiche Klöster, die die Lebensweise der Zisterzienser übernahmen, ohne sich dem Orden formell anzuschließen; bekannte Beispiele dafür sind die Klöster Helfta und Marienfließ. Der Anschluss an einen benediktinischen Orden bedeutete für ein Frauenkloster zumeist einen großen Verlust an Unabhängigkeit, da jedes Frauenkloster dem sogenannten Vaterabt eines Männerklosters unterstellt wurde, der die Einhaltung der Gebräuche und die wirtschaftlichen Belange des Klosters zu kontrollieren und über die Aufnahme von Schwestern zu entscheiden hatte. Andererseits wurden die Frauenklöster von den Männerklöstern häufig sowohl durch Priester als auch durch Laienbrüder unterstützt.
Die religiöse Frauenbewegung des 13. Jahrhunderts brachte einen regen Austausch mit den Beginen; bis ins 14. Jahrhundert entwickelte sich eine Frauenmystik, die oft auf eucharistische Anbetung basierte. Ein Zentrum der Mystik dieser Zeit war das Kloster Helfta, in dem Mechthild von Hackeborn, Gertrud von Helfta und Mechthild von Magdeburg lebten. Diese Abtei wurde nach 457 Jahren am 13. August 1999 von Zisterzienserinnen vor allem der Abtei Seligenthal wiederbesiedelt.
Grundsätzlich gibt es heute zwei große benediktinische Orden, die sich auf die Reform von Cîteaux berufen: Die Zisterzienser allgemeiner Observanz und die Zisterzienser strengerer Observanz, volkstümlich auch Trappisten genannt. 2009 gab es weltweit etwa 900 Zisterzienserinnen in ca. 60 Klöstern. Die Trappistinnen zählten 2009 etwa 1800 Nonnen in 72 Klöstern.

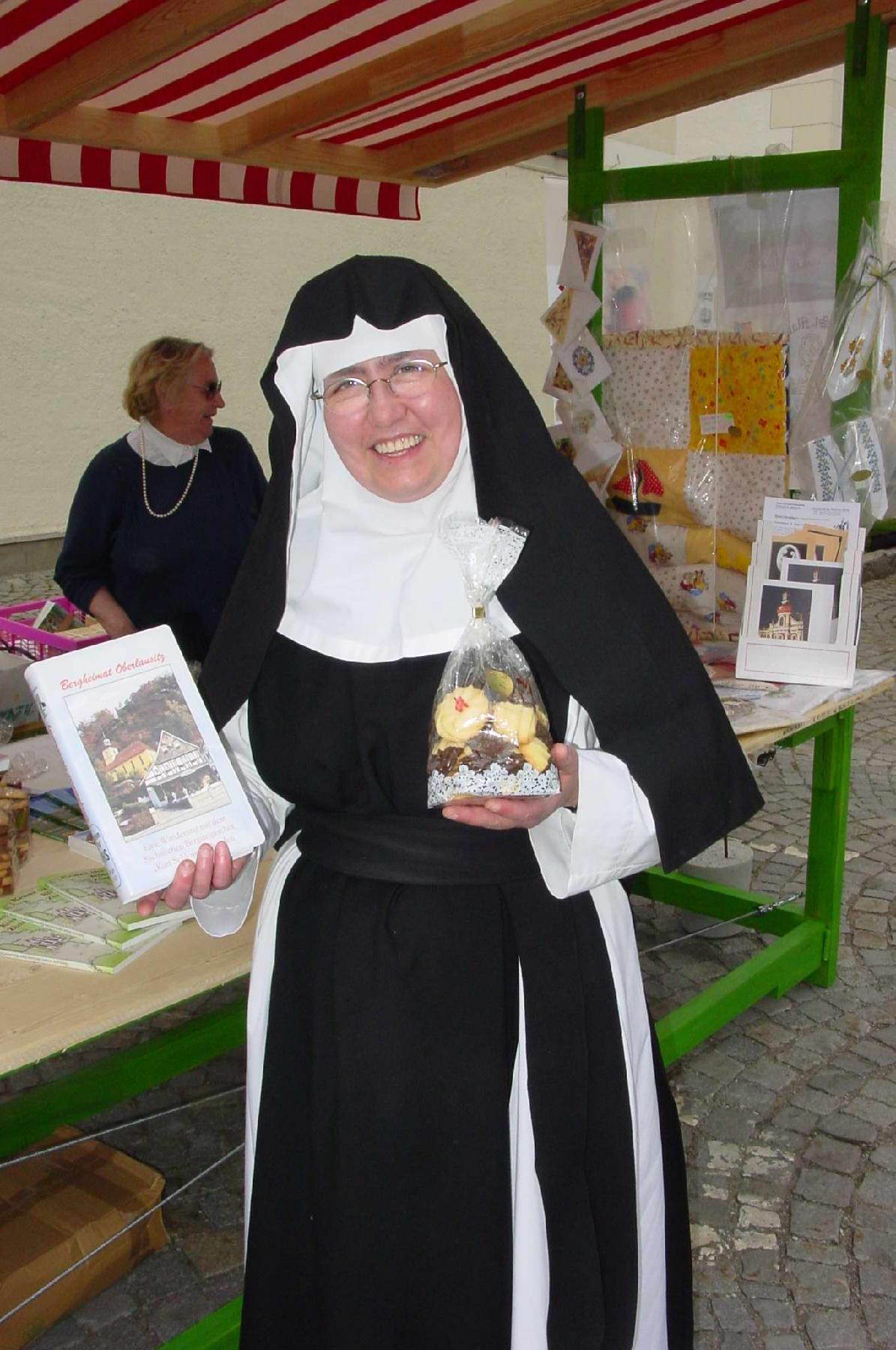
Zisterzienserin der Abtei Marienthal

## Bestehende Zisterzienserinnenklöster

### Bestehende Nonnenklöster in Deutschland
- Kloster Lichtenthal in Baden-Baden (seit 1245)
- Kloster Oberschönenfeld in Gessertshausen (1248–1803, 1836 wiedererrichtet)
- Kloster Seligenthal in Landshut (1232–1803, 1836 wiedererrichtet)
- Kloster Thyrnau in Thyrnau (seit 1902)
- Kloster Waldsassen in Waldsassen (1133–1803 Zisterzienser, seit 1863 als Zisterzienserinnenkloster wiedererrichtet)
- Kloster St. Marienstern in Panschwitz-Kuckau (seit 1248)
- Kloster St. Marienthal bei Ostritz (seit 1234)
- Kloster Helfta in der Lutherstadt Eisleben (1229/58–1542, 1999 wiedererrichtet)

### Bestehende Nonnenklöster in Österreich
- Abtei Mariastern (Gwiggen) in Hohenweiler (seit 1856)
- Kloster Marienfeld bei Maria Roggendorf (seit 1982)
- Abtei Marienkron bei Mönchhof (seit 1955)

### Bestehende Nonnenklöster in der Schweiz
- Kloster Frauenthal bei Cham ZG (1231 gegründet, seit 1253 Zisterzienserinnen)
- Kloster Magdenau bei Degersheim SG im Kanton St. Gallen (1244 gegründet)
- Kloster Mariazell-Wurmsbach in Rapperswil-Jona am oberen Zürichsee (1259 gegründet, seit 1261 Zisterzienserinnen)
- Kloster Maigrauge (Magerau) in Freiburg im Üechtland (1255 gegründet, seit 1261 Zisterzienserinnen)
- Kloster Eschenbach in Eschenbach LU (seit 1285 Augustinerinnen, seit 1588 Zisterzienserinnen)